# Sigrid Heuck
Sigrid Heuck (* 11. Mai 1932 in Köln; † 2. Oktober 2014 in Bad Tölz) war eine deutsche Schriftstellerin und Illustratorin.

## Leben

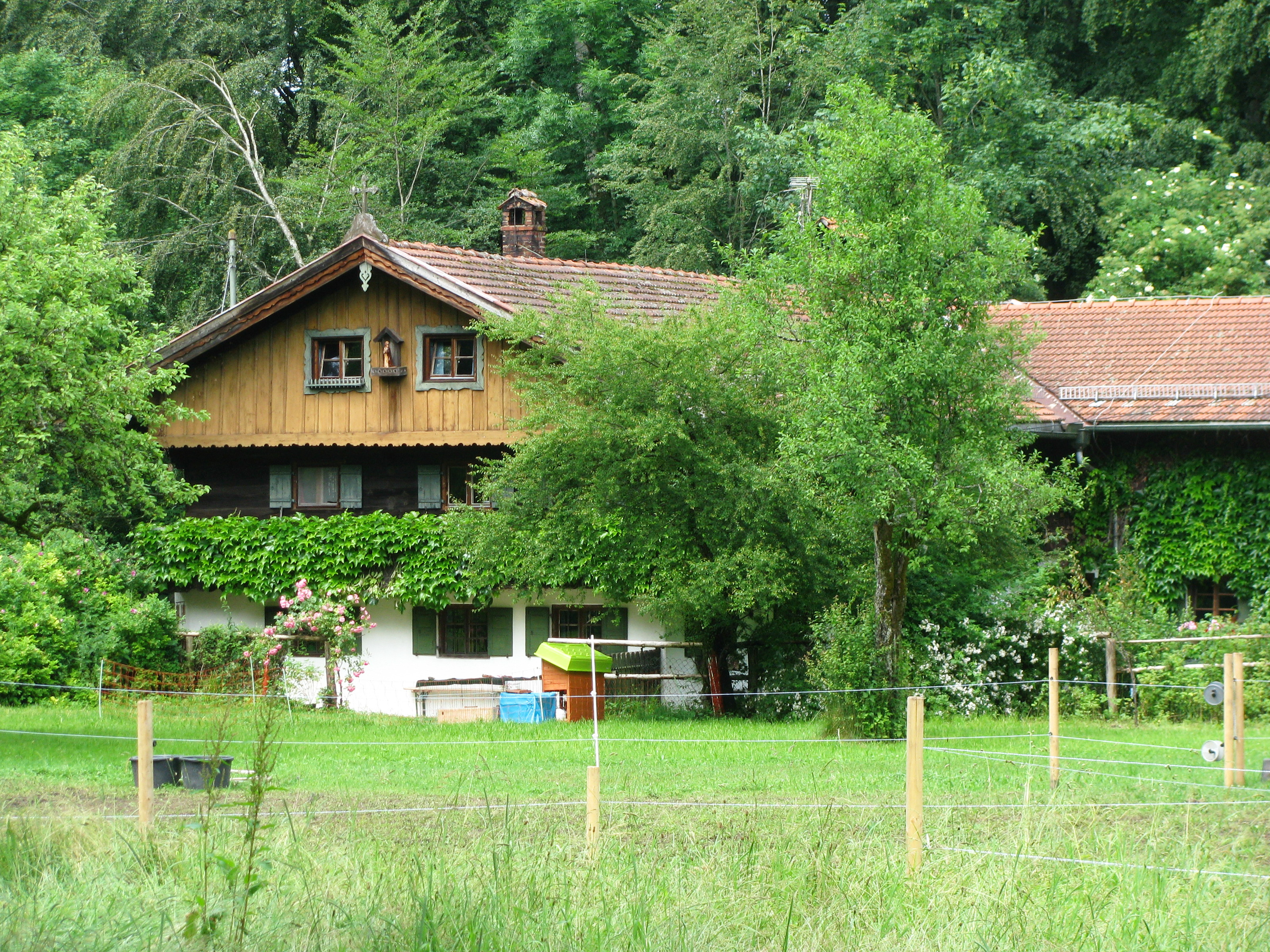
Grabenmühle bei Rampertshofen

Sigrid Heuck wuchs auf der Ponyfarm ihrer Mutter in einem Ort an der Bergstraße auf; seit 1949 lebte sie in der Grabenmühle, einem historischen Gebäude im oberbayerischen bei Dietramszell-Rampertshofen. Sigrid Heuck besuchte ab 1949 eine Modeschule in München; anschließend absolvierte sie ein Studium der Gebrauchsgrafik an der Münchner Akademie der Bildenden Künste. Sie arbeitete für verschiedene Werbeagenturen, verlegte sich dann jedoch auf das Illustrieren von Kinderbüchern. Seit 1959 war sie freie Schriftstellerin und Illustratorin.
Sigrid Heucks umfangreiches Werk umfasst neben Illustrationen zu eigenen und fremden Bilderbuchtexten erzählende Werke für Kinder und Jugendliche. Während ihre Kinderbücher stark von der Naturverbundenheit der Autorin geprägt sind – die auch eine Reihe von Titeln aus dem Genre des Pferdebuches verfasste –, sind ihre Jugendbücher teilweise der fantastischen Literatur (Saids Geschichte), der Abenteuerliteratur (Mondjäger) sowie dem historischen Roman (Meister Joachims Geheimnis und Die alte Mühl) zuzurechnen.
Sigrid Heuck erhielt u. a. folgende Auszeichnungen: 1984 den Friedrich-Gerstäcker-Preis für Mondjäger, 1988 den Phantastik-Preis der Stadt Wetzlar für Saids Geschichte, 1990 den Österreichischen Jugendbuchpreis für Meister Joachims Geheimnis sowie den Großen Preis der Deutschen Akademie für Kinder- und Jugendliteratur für ihr Gesamtwerk, 1994 den Bayerischen Verdienstorden und 2002 das Bundesverdienstkreuz erster Klasse. Ihre Bücher standen zudem sechs Mal auf der Auswahlliste zum Deutschen Jugendliteraturpreis.
Heuck starb am 2. Oktober 2014 im oberbayerischen Bad Tölz im Alter von 82 Jahren.
Der künstlerische Nachlass der Schriftstellerin und Illustratorin Sigrid Heuck wurde im Juni 2016 zur dauerhaften Aufbewahrung an die Kinder- und Jugendbuchabteilung der Staatsbibliothek zu Berlin – Preußischer Kulturbesitz übergeben.

## Werke
- Das Mondkuhparadies, Freiburg i.Br. [u. a.] 1959
- Die Geschichte von dem ganz besonderen Tier, München 1961 (zusammen mit Rudolf Neumann)
- Pony, Freiburg i.Br. [u. a.] 1961 (zusammen mit Gina Ruck-Pauquèt)
- Mein Haus, München [u. a.] 1963 (zusammen mit Josef Guggenmos)
- Der Vogelbaum oder Die Geschichte von den Abenteuern eines kleinen Mädchens im Wald, München 1963
- Die Henne Gudula, München 1965 (zusammen mit Lene Hille-Brandts)
- Murmel, Freising 1966 (zusammen mit Gina Ruck-Pauquèt)
- Gudulas Heimkehr, München 1967 (zusammen mit Lene Hille-Brandts)
- Büffelmann und Adlerkönig, München 1968
- Cowboy Jim, Gütersloh 1968
- Mein Futterhäuschen, München 1969 (zusammen mit Grete Lübbe-Grothues)
- Der Zauberkompaß, Freising 1969
- Cowboy Jim aus Silvertown, Gütersloh 1970 (zusammen mit Herbert Lentz)
- Cowboy Jims Wildwest-ABC, Gütersloh 1970
- Ich kenne viele Farben, Gütersloh 1970 (zusammen mit Gina Ruck-Pauquèt)
- Der kleine Esel, Lahr/Schwarzwald 1970
- Schnipsel im Wind, München 1970
- Der Zwerg, Lahr/Schwarzwald 1970
- Emilio Feuerohr, Gütersloh 1971 (zusammen mit Franz J. Tripp)
- Sokrates der Spatz, München 1971 (zusammen mit Kurt Hock)
- Zacharias Walfischzahn, Gütersloh [u. a.] 1971
- Ich geh raus, Ravensburg 1972
- Malpeter, Freising 1972
- Roter Ball und Katzendrache, München 1972
- Spannenlanger Hansel, nudeldicke Dirn, Lahr 1973
- Wolkenkind, Lahr 1973
- Ich bin ein Cowboy und heiße Jim, Gütersloh [u. a.] 1975
- Der kleine Cowboy und die Indianer, Balve/Sauerland 1976
- Der kleine Cowboy und Mister Peng-Peng, Balve/Sauerland 1977
- Petah Eulengesicht, München 1977
- Pony, Bär und Apfelbaum, Stuttgart 1977
- Ein Ponysommer, Menden/Sauerland 1977
- Der kleine Cowboy und der wilde Hengst, Balve/Sauerland 1978
- Die Reise nach Tandilan, Weinheim [u. a.] 1979
- Tommi und die Pferde, Freising 1979
- Wind für Dolly McMolly, München 1979
- Felix, Ravensburg 1980
- Der Regenbaumvogel, Stuttgart 1980
- Long John Tabakstinker, München 1981
- Wo sind die Ponys, Tinka?, Menden/Sauerland 1981
- Leselöwen-Ponygeschichten, Bayreuth 1982
- Pony, Bär und Papagei, Stuttgart 1983
- Hans Hampelmann träumt, Wien [u. a.] 1983
- Mondjäger, Stuttgart 1983
- Teddybär & Schaukelpferd und andere Geschichten, München 1983
- Die kleine Wolke, die mal rennen wollte, Ravensburg 1984 (zusammen mit Christa Baisch)
- Leselöwen-Adventskalender, Bayreuth 1984
- Western-Lizzy, München 1984
- Pony, Bär und Abendstern, Stuttgart 1985
- Zum Beispiel Colleen, Stuttgart 1985
- Maisfrieden, Stuttgart [u. a.] 1986
- Tinka auf dem Ponyhof, Ravensburg 1986
- Es war die Puppenfee, die einen Walzer tanzte, Wien [u. a.] 1987
- Saids Geschichte oder der Schatz in der Wüste, Stuttgart [u. a.] 1987
- Die verzauberte Insel, Stuttgart [u. a.] 1987
- Die Bärenwette oder Der kürzeste Weg ist nicht immer der schnellste, Stuttgart [u. a.] 1988
- Leselöwen-Eselgeschichten, Bindlach 1988
- Pony, Bär und Schneegestöber, Stuttgart 1988
- Jim im Wilden Westen, Stuttgart [u. a.] 1989
- Meister Joachims Geheimnis, Stuttgart [u. a.] 1989
- Die Wolkenreise, Stuttgart [u. a.] 1989 (zusammen mit Sis Koch)
- Geschichten aus Noahs Bordbuch, Stuttgart [u. a.] 1990
- Knubbel vom Fluß, Bindlach 1990
- Das Pony-und-Bär-Puzzle-Bilderbuch, Stuttgart [u. a.] 1990
- Die alte Mühl, Stuttgart [u. a.] 1991
- Die Windwette, Stuttgart [u. a.] 1991
- Eulengespenst und Mäusespuk, Stuttgart [u. a.] 1992
- Der schlaue Rico, München 1992
- Der Garten des Harlekins, München 1993
- Sie folgten einem hellen Stern, Ravensburg 1993 (zusammen mit Ulises Wensell)
- Lauf, Rasputin, lauf!, Bindlach 1994
- Tüs abenteuerliche Reise, Stuttgart [u. a.] 1994
- Der Windglockentempel, Stuttgart [u. a.] 1994
- Jonas und der Hund vom Mond, Stuttgart [u. a.] 1995 (zusammen mit Rudolf Gerer)
- Leselöwen-Cowboygeschichten, Bindlach 1995
- Die Perlenschnur, Stuttgart [u. a.] 1995
- Ponys, Mustangs und andere Pferde, München 1995 (zusammen mit Milada Krautmann)
- Das Katzenfest, München 1996 (zusammen mit Oda Johanna Fässler)
- Das Pferd aus den Bergen, München 1996
- Windmähne, Bindlach 1996
- Ich wünsch mir einen Hund, München 1997 (zusammen mit Milada Krautmann)
- Die Prinzessin vom gläsernen Turm, Stuttgart [u. a.] 1997
- Aminas Lied, Stuttgart [u. a.] 1998
- Wo geht’s nach Dublin?, Hamburg 1998
- Das Wunschpony, Bindlach 1998 (zusammen mit Regine Altegoer)
- Frohe Weihnachten, liebes Christkind!, Würzburg 1999
- Die verzauberten Ostereier, Würzburg 1999
- Die Großstadtprinzessin, München 2000
- Die Inselsucherin, Stuttgart 2000
- Der Ritter und die Geisterfrau, Stuttgart [u. a.] 2000
- Der Fremdling, Stuttgart [u. a.] 2001
- Der Elefantenjunge, Stuttgart [u. a.] 2002
- Knubbel entdeckt die Welt, Würzburg 2002
- Irgendwo, nirgendwo, Stuttgart [u. a.] 2004
- Das geheimnisvolle Bild im Baum, Stuttgart [u. a.] 2005
- Ein Pferdesommer, Bindlach 2005
- Der Elefant des Kaisers, Stuttgart [u. a.] 2006
- Gut gemacht, Jim!, Münster 2006 (zusammen mit Katharina Drees)
- E-Mails aus Afrika, Stuttgart [u. a.] 2007
- Der kleine Hase und der Osterzauber, Würzburg 2007
- Sommer auf dem Ponyhof, München 2008
- Das Geheimnis des Windes, München 2009
- Der Schneckenkönig, München 2012

## Hörbücher (Auswahl)
- Die verzauberte Insel, gelesen von Uta Hallant, Ohrka.de 2014 (kostenloser Hörbuch-Download)
- Zacharias Walfischzahn, gelesen von Gerd Wameling, Ohrka.de 2014 (kostenloser Hörbuch-Download)